# Fausto Balilla Albani
Fausto Balilla Albani (Roma, 11 giugno 1917 – Pigna, 23 ottobre 2006) è stato un aviatore e militare italiano. Ha combattuto durante la seconda guerra mondiale come pilota di caccia della Regia Aeronautica diventando "probabile asso" e ricevendo molteplici onorificenze fra le quali quattro Medaglie al Valor Militare, due di Bronzo e due d'Argento. A seguito dell'8 settembre 1943 aderì alla Repubblica Sociale Italiana e all'Aeronautica Nazionale Repubblicana dove svolse compiti di trasporto materiale. Nel dopoguerra rientrò nell'Aeronautica Militare dove acquisì molteplici brevetti di volo sia per i nuovi caccia a reazione sia per gli elicotteri di cui divenne anche istruttore.

## Biografia

### Primi anni ed entrata nella Regia Aeronautica
Nacque a Roma l'11 giugno 1917 come secondo genito, dopo sua sorella Renata nata nel 1915, di Giuseppe Albani, operaio meccanico di Roma, e Giuseppina Salamito, casalinga originaria di Pigna, piccolo paese ligure poco distante dal confine con la Francia.
Venne registrato all'anagrafe di Roma col solo nome di "Balilla" mentre nei documenti civili e militari appare come "Fausto Balilla" o "Balilla Fausto", creando diversi disguidi sulla sua identità, riuscì a risolvere definitivamente questo problema solo nel 1975 quando chiese ufficialmente di poter cambiare il suo nome da "Balilla" a "Fausto Balilla".
Fece domanda di entrare nella Regia Aeronautica nel 1936, dopo aver superato le selezioni preliminari entrò nella forza armata nel luglio dello stesso anno col grado di Aviere. Svolse l'addestramento di base presso l'Aeroporto di Pola Puntisella e nel ottobre del 1936 venne trasferito presso la "Scuola di Pilotaggio di 1° Periodo" dell'Aeroporto di Cagliari-Elmas dove iniziò il corso di pilotaggio sul velivolo Caproni Ca.100. Terminò il corso il 18 marzo 1937 con 11 ore e 10 minuti di volo registrare nel suo libretto di volo e nel mese successivo venne trasferito alla "Scuola di Pilotaggio di 2° Periodo" di Castiglione del Lago dove fu assegnato alla 2ª Squadriglia Allenamento Caccia equipaggiata con aerei modello Breda Ba.25 e comandata dall'allora capitano Aldo Alessandrini. Albani terminò il corso il 21 luglio dopo aver totalizzato 17 ore e 30 minuti di volo sul velivolo Breda Ba.25 e successivamente passò alla "Sezione Scuola Caccia" dell'Aeroporto di Foligno dove volò col velivolo Fiat CR.20, aereo dalle caratteristiche molto simili a quelle dei caccia dei reparti operativi. Una volta terminato il corso a Foligno ricevette il brevetto di "pilota militare"  e la promozione di grado a sergente, inoltre venne assegnato al 3º Stormo Caccia presso l'Aeroporto di Mirafiori. Proprio a Mirafiori Albani svolse il "passaggio macchina" sul velivolo Fiat CR. 32, l'aereo da caccia in dotazione allo stormo, e una volta effettuato anche questo passaggio, il sergente Albani divenne ufficialmente un operativo inquadrato nella 70ª squadriglia, 23º Gruppo del 3º Stormo dove proseguì le normali attività di volo militare nei due anni successivi. A partire dal settembre 1939 cominciò ad addestrarsi sul caccia Fiat CR. 42 che divenne l'aereo con il quale entrò in guerra, e nel mese di novembre ottenne l'avanzamento di grado a sergente maggiore.

### Seconda guerra mondiale prima dell'8 settembre

#### Fronte francese (giugno 1940)
Nei giorni seguenti all'entrata dell'Italia nella seconda guerra mondiale, il sergente pilota Albani partecipò ad alcune delle azioni di guerra contro la Francia assieme ai colleghi del 23º Gruppo dislocati nel campo di manovra di Cervere (CN). Il 13 giugno prese parte ad una missione di mitragliamento sull'aeroporto francese di La Fayence, dove erano stanziati alcuni caccia dell'Armée de l'Air, in modo da comprometterne l'operatività e facilitando le azioni dei bombardieri italiani Fiat BR. 20 degli Stormi da "Bombardamento Terrestre" (7°, 43° e 13°) intenti a colpire il porto di Tolone e alcuni aeroporti francesi; le azioni dei bombardieri italiani vennero comunque contrastate dai caccia francesi Dewoitine D.520 decollati dall'aeroporto di Le Luc - Le Cannet che riuscirono ad abbattere due BR. 20. Due giorni dopo, Il 15 giugno Albani ebbe il suo primo combattimento aereo durante un'azione di mitragliamento condotta dal maggiore Tito Falconi proprio sulla base di Le Luc dove riuscì ad inseguire e mitragliare un Dewoitine D.520; a quel combattimento prese parte anche l'asso francese Pierre Le Gloan che riuscì ad abbattere cinque aerei italiani in pochi minuti.
Albani non partecipò ad altre operazioni di guerra sul fronte francese e ritornò all'aeroporto di Mirafiori il 25 giugno 1940, lo stesso giorno in cui la Francia si arrese all'Italia. Per le azioni svolte il 13 e 15 giugno gli venne attribuita una Croce di guerra al valor militare "sul campo".

#### Primo ciclo operativo sul fronte mediterraneo-maltese (luglio - dicembre 1940)
L'11 luglio 1940, Albani con la 70ª squadriglia del 23º Gruppo completò il trasferimento sull'aeroporto di Comiso (RG) per partecipare alle prime operazioni di guerra della Regia Aeronautica contro l'Isola di Malta. Albani ebbe il primo combattimento aereo sul cielo dell'isola il 16 luglio quando durante una ricognizione la sua squadriglia venne intercettata da due caccia inglesi, un Gloster Gladiator e uno dei primi Hawker Hurricane giunti a difendere l'avamposto inglese nel Mediterraneo, in tale combattimento venne abbattuto l'Hurricane che divenne la prima vittoria registrata del 23º Gruppo durante l'assedio di Malta. Durante l'estate, oltre alle ricognizioni, il 23º Gruppo venne impiegato in missioni di scorta ai bombardieri italiani diretti a colpire le infrastrutture dell'isola; fu durante una di queste missioni, il 17 settembre, che Albani ingaggiò uno scontro a fuoco frontale con un caccia inglese durante il quale il suo CR.42 venne investito da una raffica di proiettili traccianti da 7,7 mm che danneggiarono diversi punti della fusoliera e delle ali dell'aereo italiano. In ricordo di quel combattimento, Albani riuscì ad asportare e a conservare una parte dei montanti dell'ala del suo aereo perforato dai colpi inglesi. A fine novembre, mentre gli Junkers Ju 87 del 97º Gruppo Autonomo Bombardamento a Tuffo stavano attaccando un'unità navale della Royal Navy al largo di Malta, il 23º Gruppo ingaggiò un combattimento aereo contro alcuni caccia inglesi Fairey Fulmar intenti ad attaccare i bombardieri, in quell'occasione i piloti italiani registrarono l'abbattimento di quattro aerei nemici di cui uno fu attribuito individualmente ad Albani e che venne riportato nel suo libretto di volo come primo abbattimento. Albani terminò il suo primo ciclo operativo su Malta il 14 dicembre 1940.
Durante la sua permanenza in Sicilia, Albani riuscì a completare gli studi precedentemente interrotti ottenendo il Diploma di Ragioniere e Perito Commerciale presso il Regio Istituto Tecnico Commerciale e per Geometri "Archimede" di Modica il 10 ottobre 1940.
Al termine di questo ciclo operativo gli venne conferita la prima Medaglia di Bronzo al Valor Militare.

#### Primo ciclo operativo sul fronte nordafricano (dicembre 1940 - marzo 1941)
Nel dicembre del 1940 la situazione militare in Nord-Africa si stava complicando per gli italiani. L'8 dicembre iniziò l'Operazione Compass, l'offensiva inglese volta a ricacciare in Libia le truppe italiane che nei mesi precedenti erano penetrate in territorio egiziano. L'offensiva rivelò le inefficienze tattico-organizzative e materiali della macchina da guerra italiana poste agli ordini dell'allora capo di stato maggiore dell'esercito e governatore della colonia libica Rodolfo Graziani, il quale dovette richiedere a Roma l'invio di ulteriori truppe di supporto. A metà dicembre il 23º Gruppo ricevette l'ordine di trasferirsi urgentemente verso la Libia; una volta completato il trasferimento sul suolo nordafricano, il gruppo venne ridestinato al campo di manovra denominato "Z.1" tra Derna e Tobruch con il compito di fronteggiare i caccia inglesi e australiani impiegati nell'offensiva. Albani svolse la prima missione di guerra sul cielo libico il giorno di Natale del 1940 durante la quale mitragliò un Hurricane senza abbatterlo, mentre nei restanti giorni del 1940 non compì altre attività di volo. Il 2 e 3 gennaio 1941, Albani partecipò a diverse missioni di guerra tra il golfo di Sollum e l'area di Bardia durante le quali riuscì a mitragliare altri tre Hurricane, in entrambe le missioni venne colpito dalla contraerea inglese che danneggiò il suo caccia senza abbatterlo. Il 5 gennaio, durante una missione di scorta ad alcuni bombardieri Savoia Marchetti S.M. 79 del 34º Stormo inviati a colpire degli automezzi inglesi nell'area di Bardia, i piloti del 23° ingaggiarono un combattimento aereo contro alcuni caccia inglesi, in questo scontro ad Albani venne accreditato l'abbattimento di un Hurricane che divenne il secondo segnato nel suo libretto di volo; tuttavia il 5 gennaio fu una giornata tragica per il 23º Gruppo che perse un totale di quattro piloti in due diversi combattimenti aerei. Nei giorni seguenti il gruppo venne fatto retrocedere verso Bengasi a causa dell'avanzate inglese che aveva conquistato Bardia e stavano puntando verso Tobruch. Albani continuò a compiere attività di volo svolgendo "crociere di protezione" sopra Bengasi per tutto gennaio senza entrare in contatto con aerei nemici. Il 4 febbraio venne ordinato al 23º Gruppo di ripiegare ulteriormente ad ovest sul campo di Uadi Tamet, vicino Sirte, a causa della rapida avanzata britannica che stava puntando su Bengasi. Il rapido ripiego verso il nuovo campo aveva lasciato gli aerei senza il carburante necessario per continuare la ritirata, per cercare di risolvere il problema, il comandante del gruppo, maggiore Tito Falconi, incaricò Albani di volare verso il campo di El Agheila, dove era presente un deposito di carburante e di trasportare questo carburante nel nuovo campo del gruppo. In due giorni, tra il 5 e il 6 febbraio, Albani riuscì a recuperare il carburante dal campo di El Agheila e a portarlo a Uadi Tamet, con questo carburante il gruppo poté continuare a ritirarsi a ovest verso l'Oasi di Sorman. A seguito della ritirata, il 23º Gruppo cessò l'attività in Libia ed iniziò il graduale rientro verso la base di Comiso tra la seconda metà di febbraio e gli inizi di marzo.
Albani rientrò a Comiso il 1 marzo 1941 e ricevette una licenza di 30 giorni. A conclusione dei due cicli operativi continuativi, prima sul fronte mediterraneo-maltese e poi sul fronte nordafricano, venne concessa al sergente maggiore pilota Fausto Balilla Albani la Medaglia d'Argento a Valor Militare.

#### Secondo ciclo operativo sul fronte mediterraneo-maltese (aprile - dicembre 1941)
All'inizio di aprile 1941, il 23° riprese l'attività bellica contro Malta di nuovo dalla base di Comiso. Il nuovo ciclo operativo iniziò con alcune novità come l'arrivo al gruppo dei primi caccia monoplani di tipo Macchi M.C. 200 e Reggiane Re. 2000, e il supporto del 10° Fliegerkorps alle operazioni contro la roccaforte inglese. Albani riprese l'attività di volo il 10 aprile e il giorno seguente partecipò ad una ricognizione offensiva sull'isola durante la quale registrò l'abbattimento di un Hurricane. il 14 aprile partecipò ad una missione notturna di mitragliamento condotta dal tenente colonnello Falconi sull'aeroporto di Mqabba, durante la quale, dopo essere rientrati alla base, i piloti del gruppo segnalarono la probabile distruzione al suolo di tre bombardieri nemici. Durante il mese di maggio, il sergente maggiore Albani svolse diverse missioni di scorta alle unità navali dell'asse in navigazione nello stretto di Sicilia. l'11 maggio ebbe la sua prima esperienza con il caccia Reggiane Re. 2000, si trattò di una serie di brevi voli di familiarizzazione con decolli, atterraggi e circuiti per un totale di circa trentacinque minuti, nei giorni seguenti svolse altri voli di ambientamento con la nuova macchina, e simultaneamente imparò a pilotare anche l'aereo da collegamento Nardi FN. 305. A metà giugno il gruppo venne trasferito da Comiso all'aeroporto di Trapani-Milo, aerostazione con una pista asfaltata e di infrastrutture migliori rispetto alla precedente base nel ragusano. Da questa base, il 3 luglio Albani svolse la sua prima missione di guerra con il Re. 2000, una scorta ad un convoglio in navigazione nello stretto di Sicilia, tale missione si concluse senza incontrare aerei nemici. L'8 luglio, mentre si trovava momentaneamente sull'aeroporto di Palermo-Boccadifalco decollò per la prima volta con Macchi M.C. 200. Nei due giorni seguenti, decollando sia dall'aeroporto di Palermo che da Trapani, Albani eseguì due missioni di pattugliamento notturno volte a contrastare i bombardieri inglesi provenienti da Malta che approfittavano dell'oscurità e delle scarse difese antiaeree italiane per attaccare il territorio siciliano. Il 4 agosto, dopo aver trasferito alcuni Re. 2000 da modificare da Trapani alla fabbrica delle Reggiane a Reggio Emilia, il sergente maggiore Albani ricevette una licenza valida fino al 15 settembre. Dopo essere tornato dalla licenza, passò momentaneamente dalla 70ª squadriglia alla nuova 377ª squadriglia del 23º Gruppo equipaggiata con i Re. 2000. Il 27 e il 28 settembre, Albani partecipò ai tentativi italiani di contrastare l'Operazione Halberd, la missione di un convoglio alleato partito da Gibilterra, supportato della Forza H della Mediterranean Fleet, con l'obiettivo di far arrivare rifornimenti a Malta; nonostante le forze aeronavali italo-tedesche riuscirono ad affondare un mercantile e a danneggiare seriamente la corazzata Nelson, l'operazione si risolse in un complessivo successo delle forze alleate con l'approdo del convoglio a Malta. In autunno inoltrato, Albani svolse due missioni notturne di attacco al suolo col Re. 2000, armato di bombe alari, sull'aeroporto di Mqabba, la prima il 15 e la seconda il 19 novembre, entrambe riuscite, ed inoltre svolse un'ultima missione notturna di attacco al suolo sul porto di La Valletta nella notte tra il 4 e il 5 dicembre 1941. Alla fine di dicembre il 23º Gruppo ricevette l'ordine di lasciare i propri aeroplani agli altri reparti presenti in Sicilia e di rientrare a Mirafiori dove venne concessa a tutti i membri una licenza valida fino alla metà di gennaio 1942.

Per le missioni notturne di attacco sull'aeroporto di Mqabba del 15 e 19 novembre, al sergente maggiore pilota Albani venne concessa la seconda Medaglia di Bronzo al Valor Militare.

Giugno 1942, stemma del ricostituito 3º Stormo "vespa arrabbiata", il pugnale simboleggiava la specialità dell'assalto del 18º Gruppo, mentre il guantone rappresentava la specialità della caccia del 23º Gruppo.

#### Mirafiori e rientro nel 3º Stormo (gennaio - luglio 1942)
Una volta terminata la licenza e rientrato all'aeroporto torinese, Albani iniziò a prendere dimestichezza del caccia Fiat G.50. L'esperienza maturata pilotando il Re. 2000 gli consentì di apprendere velocemente il funzionamento del G.50 tanto che venne designato per addestrare i colleghi che non avevano ancora volato su un monoplano. Da metà febbraio ad aprile l'attività di volo di Albani riguardò il trasferimento di aeroplani dall'Italia settentrionale alla Sicilia e l'addestramento dei colleghi sul G.50. Il 12 aprile gli vennero consegnate le decorazioni di guerra che aveva maturato nei due cicli operativi precedenti. A maggio l'attività di volo del gruppo s'intensificò sia per l'imminente arrivo del nuovo caccia Macchi M.C. 202, sia per la probabile riassegnazione ad un fronte operativo. Il 15 maggio, il 23° e il 18º Gruppo riconfluirono nel ricostituito il 3º Stormo comandato dal tenente colonnello Tito Falconi. Il 22 maggio il 23º Gruppo ottenne il primo M.C. 202 e una settimana dopo Albani eseguì il "passaggio macchina" sul nuovo caccia, egli proseguì l'addestramento sul nuovo aeroplano per tutto il mese di giugno fino ai primi giorni di luglio quando arrivò l'ordine di trasferimento dell'intero 3º Stormo sul fronte dell'Africa settentrionale.
Per celebrare la ricostituzione dello stormo venne ideato un nuovo stemma che in seguito divenne anche il soprannome del reparto: "vespa arrabbiata".

#### Secondo ciclo operativo sul fronte nordafricano (luglio - ottobre 1942)
A seguito delle offensive condotte nella primavera del 1942 dal generale tedesco Erwin Rommel (la "Volpe del deserto"), le forze italo-tedesche in Africa settentrionale avevano ripreso l'avanzata verso est conquistando la città di Tobruch, superando il confine egiziano e puntando su Alessandria d'Egitto. Il 3º Stormo venne chiamato a supportare l'avanzata delle forze dell'asse operando dal campo egiziano di Abu Haggag-Sidi Hanesh a partire dalla metà di luglio. Albani, a causa di una serie di contrattempi, riuscì a raggiungere il reparto solamente il 7 agosto quando il gruppo era in azione già da tre settimane e svolse la prima missione operativa l'11 agosto senza incontrare aerei nemici. Nella notte del 12 agosto un non precisato aereo nemico lanciò delle bombe sulle tende del personale del 3º Stormo uccidendo sul colpo sei uomini, piloti e specialisti, del 18º Gruppo, in quell'attacco sfuggì di poco alla morte anche il sergente pilota Luigi Gorrini del 18º Gruppo, il quale divenne in seguito uno dei maggiori assi italiani del secondo conflitto mondale. Il 1º settembre, due giorni dall'inizio della Battaglia di Alam Halfa, durante una crociera di protezione alle truppe corazzate italo-tedesche in avanzata, Albani fece il primo incontro con i caccia americani Curtiss P-40 della South African Air Force, da tale incontro ebbe luogo un combattimento aereo fra i piloti italiani e sudafricani durante il quale ad Albani venne riconosciuto l'abbattimento di un P.40. Albani partecipò anche alle missioni dei giorni seguenti senza dichiarare abbattimenti o mitragliamenti propri ma solamente "collettivi". Intanto il 5 settembre terminò la battaglia di Alam Halfa con l'arresto delle truppe dell'asse e per tutto il mese di settembre ci fu pochissima attività di volo da parte del 23º Gruppo. Dalla seconda metà di ottobre, in particolare nei giorni tra il 18 e 20, incrementò l'attività aerea nemica in vista dell'imminente offensiva alleata. In particolare il 20 ottobre Albani eseguì otto decolli su allarme e partecipò a due combattimenti aerei dove, oltre ai caccia del suo gruppo, parteciparono anche i M.C. 202 del 9º Gruppo del 4º Stormo guidati dal capitano Franco Lucchini, e i Messerschmitt Bf 109 degli Jagdgeschwader 27 e 53 nel tentativo di contrastare l'attacco di una ventina di bombardieri Martin 187 Baltimore e North American B 25 Michtell e della loro scorta di P. 40 e Supermarine Spitfire alla base di Fuka (Sidi Haneish), dove era stanziato il 4º Stormo. Nella notte del 21 ottobre la base del 3º Stormo venne attaccata da alcuni bombardieri alleati che danneggiarono alcuni aeroplani e distrussero una decina di fusti di carburante. Albani svolse la sua ultima missione del secondo ciclo operativo sul fronte nordafricano il 23 ottobre compiendo due decolli su allarme, uno alla mattina e l'altro nel pomeriggio, per intercettare delle squadriglie di P 40 e Spitfire a Nord di El Alamein diretti verso le linee dell'asse. Quella sera l'8ª Armata britannica comandata dal generale Bernard Montgomery diede avvio all'offensiva che prese il nome di Seconda battaglia di El Alamein. Albani non partecipò ai combattimenti perché si stava preparando a rientrare in Italia per sostenere la prova scritta valida per accedere un corso straordinario da ufficiale di complemento.
A conclusione di questo ciclo operativo, ad Albani venne assegnata la seconda Medaglia d'Argento a Valor Militare "sul campo".

#### Ufficiale pilota di complemento e ritorno in Africa (gennaio - marzo 1943)
Albani sostenne la prova scritta il 30 ottobre, pochi giorni dopo ricevette sia la notizia dell'esito positivo della prova, sia l'ordine di presentarsi, il 7 novembre, alla Regia Accademia Aeronautica di Caserta per sostenere il corso (accelerato) da ufficiale di complemento; tale corso terminò il 7 dicembre 1942 con la nomina di Albani a sottotenente pilota di complemento. Il 9 dicembre, in attesa della formalizzazione del nuovo grado, venne inviato in licenza per un mese.
Terminata la licenza, il 15 gennaio 1943, il sottotenente Albani ritornò al 3º Stormo, il quale si stava ritirando verso la Tunisia a seguito dello sfondamento delle difese italo-tedesche e del costante avanzamento delle forze alleate sia da est (truppe inglesi e del Commonwealth) che da ovest (truppe statunitensi sbarcate in Marocco ad inizio novembre 1942). Albani svolse la prima missione da ufficiale di complemento il 22 gennaio decollando dal campo di Médenine per un crociera di sorveglianza sulla strada da Gabès a Ben Gardane senza segnalare incontri col nemico, mentre il 30 partecipò ad una missione di mitragliamento contro alcuni autoveicoli nemici al confine con la Libia. Prese parte ai combattimenti aerei nelle giornate del 20 e 21 marzo, quando il piloti del 23º e 18º Gruppo si scontrarono contro gli Spitfire e i bombardieri della R.A.F. intenti a supportate l'offensiva di Montgomery contro la linea difensiva italo-tedesca a Mareth. Una settimana dopo, il 28 marzo, in virtù della sua recente promozione ad ufficiale e alla lunga esperienza bellica, al sottotenente Albani venne affidato per la prima volta il comando di una formazione per una missione di guerra. La formazione decollò intorno alle dieci di mattina dalla base di Achichina per una "crociera di protezione" sopra l'area di El Hamma, dopo essersi portati alla quota di tremila metri la formazione italiana intercettò una formazione di Spitfire con la quale si sviluppò un combattimento aereo durante il quale ad Albani venne accreditato l'abbattimento di un caccia inglese, in seguito la formazione di Albani tornò alla base senza subire perdite. Il giorno seguente la basa di Achichina venne mitragliata da circa sei P 40 sudafricani che provocarono la morte di diversi piloti e specialisti, distrussero cinque M.C. 202 e ne danneggiarono altri dodici. Il 31 marzo, il 3º Stormo, logorato da nove mesi di operatività bellica continuativa, cominciò il rientro in Italia; lo stesso giorno Albani svolse il suo ultimo volo in Africa settentrionale trasferendo un M.C. 202 da Achichina ovest ad Achichina est. Gli aerei vennero lasciati al 54º Stormo, che subentrò ai piloti della "vespa arrabbiata" e che rimase l'ultimo stormo della Regia Aeronautica in Africa settentrionale fino al momento della resa il 13 maggio 1943.
Il sottotenente Albani rientrò in Italia il 5 aprile ed ottenne una breve licenza.

#### Difesa di Roma e del centro Italia (aprile - settembre 1943)
Albani riprese l'attività di volo a partire dal 14 maggio dall'aeroporto di Caselle svolgendo principalmente attività di consegna di aerei da caccia ai reparti operativi in tutta Italia; fra gli aerei che si trovò a consegnare ci furono anche alcuni Dewoitine D.520 ceduti dal Governo di Vichy alla Regia Aeronautica.
Alla fine di giugno il 3º Stormo venne trasferito sull'aeroporto di Ciampino Sud, per concorrere alla difesa dello spazio aereo di Roma. Giunto a Ciampino lo stormo venne rinforzato con nuovi caccia di tipo Macchi C.205 e Bf 109 G6. Albani decollò per la prima volta sul caccia tedesco il 6 luglio, si trattò di un breve volo di ambientamento di circa venti minuti. A seguito dello sbarco in Sicilia e dell'incremento dell'attività dei bombardieri alleati sull'Italia, Il 3º Stormo venne trasferito sul campo di Cerveteri ritenuto meno esposto rispetto a Ciampino. Il 19 luglio il 3º Stormo si levò in volo nel tentativo di proteggere Roma dall'incursione dei bombardieri americani, tuttavia quel giorno Albani non registrò attività di volo nel suo libretto personale. In quegli stessi giorni Albani venne a sapere che la proposta fatta dal capitano Solaro (comandante della 70ª squadriglia) per la sua nomina a ufficiale pilota in "servizio permanente effettivo" (S.P.E.) era stata accolta e che si stava attendendo la pubblicazione del decreto nel Bollettino Ufficiale della Regia Aeronautica. Il 13 agosto durante un'incursione di bombardieri americani Boeing B-17 su Roma, Albani, decollato per intercettarli con un M.C. 202, si scontrò con la loro scorta di Lockheed P-38 Lightning e riuscì a danneggiarne uno; due giorni dopo svolse un'altra intercettazione, questa volta di Consolidated B-24 Liberator e P 38 sopra Terni. Il 24 agosto verso le ore 13:00 al largo di Tarquinia, Albani ingaggiò un combattimento aereo contro una formazione di otto Bristol Beaufighter del No. 47 Squadron della R.A.F (versione aerosiluranti) intenti ad attaccare un convoglio italiano in navigazione verso nord-ovest, il risultato fu il danneggiamento di un caccia inglese. Il 28 agosto Albani, in questa occasione capo formazione, svolse un'intercettazione di B 17 e P 38 sopra il lago di Bolsena, il risultato dello scontro fu l'abbattimento di un P 38 da parte della formazione italiana. L'8 settembre, Albani apprese dell'armistizio in diretta alla radio dopo essere appena atterrato alle 19:30 a Cerveteri a seguito di una prova motore con un M.C. 202; tuttavia egli svolse la sua ultima missione di guerra nella Regia Aeronautica verso le ore 12:00 del giorno successivo con una ricognizione sul Golfo di Salerno, evidentemente tale missione, pianificata nei giorni precedenti all'armistizio, non ricevette per tempo un preciso ordine di annullamento e si compì lo stesso senza conseguenze ulteriori.

### Il servizio nell'Aeronautica Nazionale Repubblicana
Dopo gli eventi dell'8 settembre, nonostante il rilascio di due licenze illimitate, la prima da parte del 3º Stormo e la seconda da parte dalla 3ª Squadra Aerea, Albani decise di rimanere a Cerveteri per due ragioni principali: la fedeltà al comandante Falconi e la solidarietà nei confronti degli uomini del personale provenienti dal sud-Italia, dove stavano sbarcando gli alleati, che nell'eventualità del totale sfaldamento del gruppo si sarebbero trovati senza mezzi di sostentamento. Il tenente colonnello Falconi, in accordo con i comandi della Luftwaffe in Italia, provò ad organizzare dei gruppi di piloti italiani desiderosi di continuare a combattere contro gli alleati vestendo la divisa dei piloti del Terzo Reich, ma gli eventi successivi, come la liberazione di Mussolini dalla prigionia sul Gran Sasso e la successiva costituzione della Repubblica Sociale Italiana il 23 settembre 1943, offrirono nuove possibilità ai piloti che non avevano accettato l'armistizio con gli alleati. Il 14 ottobre 1943, il tenete colonnello Ernesto Botto, nominato sottosegretario per l'aeronautica della R.S.I. lesse alla radio un comunicato nel quale si esortavano i piloti che si erano messi a disposizione dei tedeschi ad arruolarsi nella nascente aeronautica della Repubblica di Salò, tale aeronautica nacque ufficialmente il 27 ottobre 1943 e prese il nome di Aeronautica Nazionale Repubblicana (A.N.R.). Le motivazioni che portarono Albani ad entrare nella forza armata furono in parte le stesse che lo fecero rimanere a Cerveteri nei giorni seguenti all'8 settembre, in particolare la figura del comandante Falconi, oltre ad un importante aspetto economico: il fatto di continuare a percepire uno stipendio per mantenere sé stesso o per aiutare i suoi familiari; scarsa importanza ebbero invece gli aspetti ideologici del fascismo repubblicano. Nelle settimane precedenti alla costituzione dell'A.N.R., per disposizioni di Falconi, Albani venne mandato presso l'aeroporto di Castiglion del Lago dove divenne membro del "Gruppo Malvezzi", gruppo creato dal pilota e asso del 4º Stormo, Fernando Malvezzi, con lo scopo di recuperare la maggior quantità di materiale aeronautico (aerei, pezzi di ricambio, attrezzature, carburante, etc.) ancora presente negli aeroporti del centro-Italia per inviarlo a nord in prospettiva di un futuro impiego bellico. 

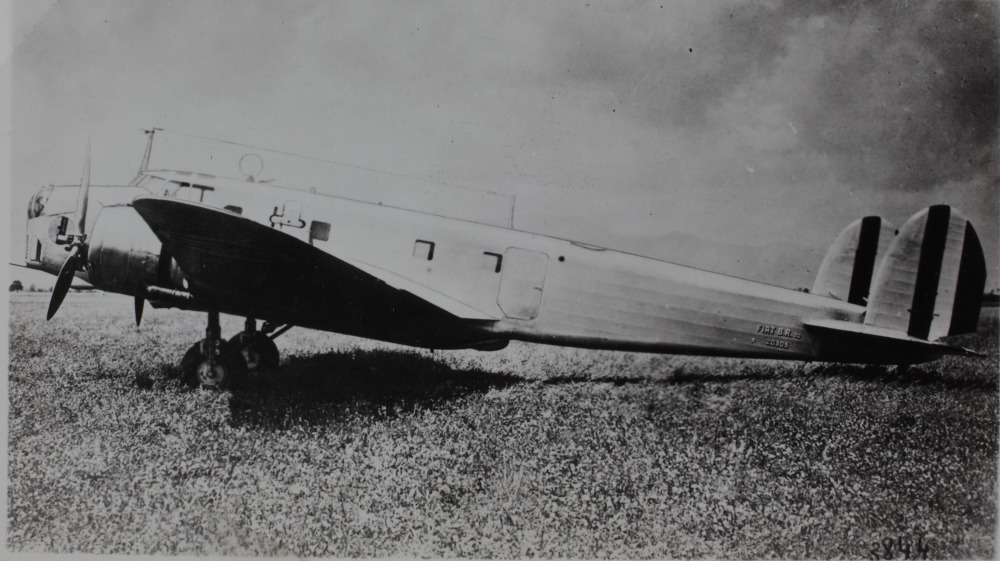
Fiat BR 20 "Cicogna" simile a quello usato da Albani

Durante l'autunno 1943, il sottotenente pilota Albani continuò a volare col Gruppo Malvezzi imparando a pilotare aerei plurimotori, a novembre prestò giuramento alla R.S.I. presso l'aeroporto di Castiglion del Lago e gli venne affidato il velivolo BR 20 Matricola Militare 24129 che divenne l'aereo col quale svolse per sette mesi l'attività di collegamento e trasferimento di materiali tra i diversi aeroporti in dotazione all'Aeronautica Nazionale Repubblicana. Agli inizi di marzo il Gruppo Malvezzi si trasferì in Piemonte, tra Fossano (CN) e Cervere, intanto si erano organizzati due gruppi da caccia dell'A.N.R. e si cominciò a pianificare la costituzione di un terzo integrando il personale del Gruppo Malvezzi. Nella mattina del 21 giugno 1944, mentre Albani stava rientrano in volo con un M.C. 202 appena ritirato da Bresso, il campo di Cervere venne attaccato da alcuni caccia-bombardieri americani Republic P 47-Thunderbolt che distrussero al suolo diversi velivoli fra i quali il BR 20 M.M. 24129 di Albani. Nell'agosto 1944 venne ufficialmente costituito il 3º Gruppo Caccia "Francesco Baracca" dell'A.N.R. con il comando affidato a Malvezzi, tale gruppo sarebbe dovuto diventare operativo a partire dalla fine di agosto stesso operando con i caccia tedeschi Bf 109 dalle basi venete di Vicenza e Thiene. Il trasferimento del gruppo in Veneto venne interrotto il 25 agosto 1944 quando i comandi della Luftwaffe in Italia, capeggiati dal generale Wolfram von Richthofen (cugino di Manfred, il "barone rosso"), misero in atto l'Operazione Phönix, ossia il tentativo di sciogliere l'A.N.R. e di incorporarne i piloti in una "Legione Aerea Italiana" interna alla Luftwaffe. I piloti dell'A.N.R. si opposero nettamente alle richieste tedesche ed inviando una protesta formale agli alti comandi della Wehrmacht che ordinarono al generale Von Richthofen di interrompere l'operazione che terminò definitivamente il 30 agosto. Tuttavia, il 3º Gruppo, che stava per diventare operativo, non ricevette gli aeroplani promessi e in ottobre venne trasferito presso l'aeroporto di Orio al Serio (BG) di nuovo in attesa dell'arrivo dei caccia. A ritardare ulteriormente l'entrata in servizio del nuovo gruppo concorsero le problematiche addestrative in quanto non tutti i piloti italiani avevano esperienze di volo sul Bf 109; di conseguenza nel gennaio 1945, i piloti del "Gruppo Baracca" (Albani incluso) vennero mandati ad addestrarsi col Bf 109 presso la base tedesca di Holzkirchen in Baviera, essi terminarono l'addestramento agli inizi di aprile e rientrarono nelle basi di Desio e Seriate (BG) di nuovo senza aeroplani e con la guerra in Italia giunta al termine. Pochi giorni dopo il 25 aprile 1945 le forze partigiane appartenenti al C.L.N.A.I. entrarono nelle basi di Desio e Seriate disarmando ed identificando il personale. Terminate le identificazioni, il 7 maggio Albani ottenne dal Comitato Comunale di Liberazione Nazionale di Desio un salvacondotto che gli permise di raggiungere Pigna, il paese d'origine della madre, dove la sua famiglia si era trasferita a seguito dei bombardamenti su Roma.

### Il dopoguerra

#### Riassetto e rientro nell'Aeronautica Militare
Dopo aver passato un po' di giorni con la sua famiglia a Pigna, Albani decise di andare a Milano per trovare un lavoro e nel giugno 1945 venne assunto come autista per una ditta edile. Nel mese di luglio si presentò presso il Centro di Affluenza e Riordinamento (C.A.R.) della Regia Aeronautica di Milano dove gli venne chiesto di chiarire la sua posizione di militare e soprattutto della sua adesione all'Aeronautica Nazionale Repubblicana, in questo modo poté anche beneficiare dello stipendio da ufficiale pilota in servizio permanente effettivo. Lasciò il lavoro nella ditta edile nel novembre 1945 e decise di seguire la sua famiglia ritornando a Roma. Nell'ottobre del 1946 gli venne sospeso lo stipendio da ufficiale pilota perché durante l'accertamento del suo fascicolo da parte del Ministero dell'Aeronautica non venne ritrovata la pratica relativa al passaggio ad ufficiale pilota in S.P.E. per meriti di guerra dell'estate 1943. Albani cercò di dimostrare la veridicità del suo passaggio ad ufficiale in S.P.E. inviando al ministero molteplici testimonianze e dichiarazioni scritte di colleghi e comandanti (anche dello stesso Solaro che lo aveva proposto come ufficiale in S.P.E.) ma tutti i tentativi vennero respinti anche a seguito del riesame da parte del ministero che non riuscì a trovare né la pratica per il passaggio ad ufficiale in S.P.E. né la proposta fatta dal capitano Solaro. Dopo essere tornato a Roma, Albani trovò lavoro presso la compagnia di assicurazioni "Torino" e il 14 luglio 1952 sposò Maria Luisa Mariani.
L'adesione dell'Italia alla N.A.T.O. nell'aprile 1949 comportò significativi ampliamenti e potenziamenti dell'ex "Regia Aeronautica" rinominata "Aeronautica Militare", la forza armata necessitava di istruttori da assegnare alle nuove scuole di volo che stavano sorgendo agli inizi degli anni cinquanta, soprattutto in Sardegna. Albani, consapevole di tali necessità, chiese di essere richiamato in servizio per diventare istruttore, la sua richiesta venne accolta e nell'aprile 1953 venne assegnato alla 204ª Squadriglia del 202º Gruppo d'addestramento presso l'aeroporto di Cagliari-Elmas, lo stesso dove aveva effettuato il suo primo volo con il Ca 100 nel 1936. Albani imparò rapidamente a pilotare i nuovi velivoli addestratori dell'aeronautica: Macchi M.416, North American T-6 e Fiat G.59 totalizzando nel solo primo semestre del 1953 ben centoventicinque ore di volo tra "passaggi macchina" ed effettivi voli di addestramento con gli allievi. Il 23 febbraio 1954, Albani ebbe l'occasione di sperimentare, come secondo pilota, il volo su un aereo a reazione, il Lockheed T-33 decollando dall'Aeroporto di Amendola (FG) per un volo di circa novanta minuti. Il mese successivo ottenne la promozione a tenete pilota di complemento e gli venne rinnovato l'ordine di servizio per ulteriori dodici mesi. Il 2 dicembre 1955 Albani divenne padre con la nascita della primogenita Daniela. Ai primi di marzo 1956 gli venne comunicato che gli esami svolti per il passaggio al S.P.E. per il ruolo "Navigante Speciale"  erano stati superati e il 18 settembre venne ufficializzato il passaggio a S.P.E. però con la momentanea retrocessione di grado a sottotenente. Il 28 gennaio 1957 nacque il secondo genito Alessandro. Dopo aver ottenuto la nomina a ufficiale pilota in S.P.E., Albani decise di ritornare in uno dei reparti operativi ora equipaggiati con i nuovi caccia a reazione di fabbricazione americana. Nell'aprile 1957 venne mandato presso la Base aerea di Fürstenfeldbruck, vicino a Monaco di Baviera, per effettuare l'addestramento sul T-33 assieme al 7330th Flying Training Wing della United States Air Force. Dopo aver completato l'addestramento ed essere tornato in Italia, Albani venne assegnato al 14º Gruppo della 2ª Aerobrigata Intercettori Diurni presso l'Aeroporto di Cameri (NO).

#### Pilota di jet da caccia e di elicotteri
Dopo essere giunto al nuovo gruppo ad inizio ottobre 1957, Albani ottenne l'abilitazione al pilotaggio del caccia a reazione F-86, velivolo con il quale riuscì ad infrangere il Muro del suono. Il 12 febbraio 1958 Albani riprese il grado di tenete e nel mese di maggio assunse il comando della 157ª Squadriglia del 14º Gruppo che mantenne fino al luglio del 1959. Terminato il servizio presso il 14º Gruppo, Albani svolse l'ultimo periodo della sua carriera di pilota di caccia presso la 4ª Aerobrigata (erede del 4º Stormo) sull'Aeroporto di Pratica di Mare (RM).

Insegna del 31º Stormo

Tra il settembre e il dicembre 1960, Albani frequentò un corso per elicotteristi tenutosi alla Scuola Elicotteristi dell'Aeronautica Militare presso l'Aeroporto di Frosinone, nel luglio 1961 venne assegnato al 208º Gruppo della medesima scuola dove ottenne l'abilitazione al pilotaggio dell'elicottero Bell 47G e delle sue versioni avanzate "G-2" e "J". Successivamente frequentò un corso per "istruttori di volo basico su elicotteri" presso la Scuola Centrale Istruttori di Volo (S.C.I.V.) di Grottaglie (TA) e il 25 aprile 1962 ricevette la qualifica di istruttore S.C.I.V. per poi rientrare alla scuola elicotteristi dell'aeronautica. Tornato a Frosinone, Albani venne promosso al grado di capitano e nella primavera del 1963 assunse il comando della 429ª Squadriglia del 208º Gruppo. Nel marzo 1965 Albani venne trasferito al 93º Gruppo del 31º Stormo, di nuovo a Pratica di Mare. I compiti dello "Stormo Elicotteri" consistevano in voli di collegamento/trasporto veloce di personale e in attività di protezione civile. Arrivato al nuovo gruppo, Albani imparò a pilotare l'AB-204B, (versione italiana del Bell UH-1), un elicottero molto più complesso e potente rispetto ai modelli con cui aveva volato in precedenza che gli richiese sette mesi di voli come secondo pilota prima di riuscire a condurlo in autonomia. Nell'agosto 1966 Albani partecipò alle operazioni di costruzione di un bivacco intitolato ad Andrea Bafile sul Gran Sasso, con l'AB 204 trasportò lungo la cresta est della vetta centrale, ad una quota di duemilaseicento metri, i componenti della struttura prefabbricata, l'operazione riuscì e il bivacco venne inaugurato il mese successivo. Nel novembre dello stesso anno partecipò alle operazioni di soccorso delle popolazioni compite dell'alluvione di Firenze operando anche nelle aree di Pisa e di Grosseto dove era esondato l'Ombrone. Nel maggio 1967 ricevette la promozione di grado a maggiore. Albani partecipò anche alle operazioni di soccorso a seguito del Terremoto del Belice del 1968 trasportando personale e materiale sanitario, viveri, vestiari, tende ed evacuando diversi feriti. Il 1º dicembre 1968 assunse il comando del 93º Gruppo che detenne fino al 1º settembre 1971. Nel 1969 Albani fu incaricato di addestrare alla conduzione dell'elicottero il generale Emanuele Annoni, asso del 4º Stormo e figura di spicco dell'Aeronautica Cobelligerante Italiana dopo l'8 settembre 1943, questa attività di addestramento lo impegnò tutto l'anno. Il 23 settembre dello stesso anno venne promosso al grado di tenete colonnello. Nell'estate del 1971 partecipò alla riprese di alcuni episodi del documentario di Folco Quilici intitolato L'Italia vista dal cielo trasportando la troupe con l'AB-204B. Il 1º settembre lasciò il comando del 93º Gruppo per prender quello del 431º Gruppo "Servizi Logistici".

### Ritiro dall'Aeronautica Militare e gli anni da pilota civile
Il 23 febbraio 1973 domandò di terminare il proprio stato di servizio permanente nell'Aeronautica Militare, il 9 giugno successivo la sua domanda venne accolta e venne posto in congedo concludendo la sua esperienza di pilota militare. Dopo il ritiro dall'aeronautica, Albani lavorò prima per la Elicaffaro S.p.A. nell'ambito dello spargimento di insetticidi, diserbanti e fertilizzanti per le aziende agricole volando con elicotteri modello: Silvercraft SH-4 e Hughes H.300; poi con la Servizi Elicotteristici Italiani (S.E.I.) S.p.A. nell'ambito dei servizi e del turismo dove conseguì l'abilitazione al pilotaggio del Bell-212. Il 17 luglio 1979 compì un volo dimostrativo di irrigazione ai Pratoni del Vivaro (RM) nell'ambito della "Conferenza mondiale sulla riforma agraria e lo sviluppo agricolo" organizzata della F.A.O. in quei giorni. Terminò la sua carriera di pilota il 20 luglio 1980 con un volo da Padova a Cascina Costa (VA) all'età di sessantatré anni.
Durante la pensione Albani dovette affrontare due pesanti lutti, il primo fu la morte del figlio Alessandro avvenuta durante un incidente di volo il 23 novembre 1981 e il secondo fu la scomparsa della moglie Marisa a causa di una malattia nel 1997. Trascorse gli ultimi anni prima a Roma poi a Pigna dove morì il 23 ottobre 2006 all'età di ottantanove anni. Venne sepolto nel cimitero locale a fianco alla madre, alla moglie e al figlio Alessandro.